# Poniente
Poniente es tradicionalmente el punto cardinal Oeste, dando nombre al viento que sopla desde el oeste. Esta dirección se muestra simbólicamente a la izquierda de la rosa de los vientos.

## Otros nombres
También es llamado occidente, favonio (latín), vespero, espero, zefiro, provenza, favognano. El nombre de Céfiro, del griego antiguo, probablemente deriva de zopho (significa oscuro, tenebroso, en referencia al ocaso o puesta de sol más que a una cualidad del viento). Los romanos lo llamaban favonius, en el sentido de favorable, dado que el viento del oeste en el Mediterráneo era considerado un viento suave que aliviaba las altas temperaturas del verano y proporcionaba humedad para los cultivos.

## Características del poniente mediterráneo
El viento de poniente en el Mediterráneo sopla del oeste, pero dependiendo de la orientación de la costa es un viento cálido o húmedo. Por ejemplo, en la vertiente atlántica de la península ibérica el poniente sopla como brisa del mar a lo largo de la costa, también se da con más o menos fuerza en el interior, llevando a cabo una cierta moderación del calor, mientras que tiende a aumentar moderadamente la humedad del mar.
Sin embargo, el viento de poniente en el mediterráneo español se comporta de manera inversa. Este viento aumenta su temperatura y se seca al bajar la Meseta y llegar al Levante español, debido al efecto Foehn, proporcionando agradables temperaturas durante el invierno en la Comunidad Valenciana y la Región de Murcia cuando el viento sopla de esta dirección, pero en verano es un viento extraordinariamente cálido, seco y sostenido. Debido a su baja humedad (menos del 25 %) y recalentamiento favorece los incendios forestales. Dado que antes de bajar de la Meseta es un viento fresco, existe un refrán en Cuenca y Albacete que dice "Poniente, aunque el valenciano reviente", mientras que en Valencia el dicho es "De poniente, ni viento ni gente".
Con viento de poniente en los meses de julio y agosto se superan los 40 °C en la costa y los 45 °C en el prelitoral y en los valles del interior. Los máximos registros de temperatura en la Comunidad Valenciana y la Región de Murcia se han dado con viento de poniente, combinado con una masa de aire sahariano en altura. En agosto de 2021 Murcia alcanzó 46.2 °C en el observatorio de Guadalupe y 47.0 °C en el de Alcantarilla, y en agosto de 2023 el observatorio de Valencia Aeropuerto alcanzó 46.8 °C, por citar únicamente valores por encima de los 45 °C.

## Características del poniente atlántico
El viento de poniente en el océano Atlántico es el viento mayoritario que afecta a Europa Occidental. Es un viento muy húmedo que arrastra frío del océano y que en invierno es el responsable de arrastrar fuertes borrascas. Durante el verano generalmente es moderado, no llegando a rebasar los 50 km/h en el peor de los casos. En zonas costeras de Portugal o Galicia el viento de poniente en verano rebaja las temperaturas, que pueden no superar los 30 °C en las horas centrales del día.